# Ch (digráf)
A Ch, ch egy digráf, amely a latin ábécét használó nyelvekben többféle hangot jelölhet.

## Acha magyarban
A magyarban idegen szavakban fordul elő, s az alábbi beszédhangokat jelölheti: /h/-t (pl. archívum), /ç/-t (pl. technika), /x/-t (pl. krach), esetenként pedig /k/-t (pl. charta), /tʃ/-t (pl. machete) vagy /ʃ/-t (pl. champagne).
A magyarban több mint félszáz szóban megtalálható (a képzett és összetett szavakat nem számítva). A szó elején: champagne, chardonnay, charleston, charme/charmeur, charta, charter, chartreuse, chat, chianti, chiaroscuro, chiazmus, chihuahua, chip, chippendale, chips, choriambus. A szó belsejében: anarchia, archaikus, archeológus, archetípus, architektúra, archívum, achát, akrosztichon, baldachin, barkochba, bronchitis, cache, disztichon, drachma, eucharisztia, hierarchia, hipochondria, jacht, lichthóf, machete, machiavellizmus, malachit, matriarchális, mazochista, mechanika/mechatronika, monarchia, patriarchális, psziché, oligarchia, orchidea, strichel, szacharin, szinekdoché, sztochasztikus, sztrichnin, technika (és technológia, technécium), trachea, trichina, triptichon, trocheus. Nyújtott (kettőzött) formában fordul elő pl. az alábbiakban: bacchánsnő, bacchanália; ill. Bacchus, Pinocchio. A szó végén: almanach, cech, eunuch, fach, krach, moloch, pech, sarlach.
Magyar családnevekben sem ritka (pl. Széchenyi, Madách, Damjanich), keresztnévként pedig a Richárd névben található meg. Idegen szavakban (pl. chat, chips) és nevekben is előfordul (pl. Champagne, Chile, Liechtenstein), olykor más betűkapcsolatok részeként is (pl. scherzo, schilling, übermensch, ketchup).
A ch írásmód nem mindig őrződik meg a magyarban: olykor k lesz belőle, pl. katekizmus, karakter (vö. catechismus, character), máskor s, pl. sanzon (vö. chanson), megint más esetekben cs, pl. vincseszter, csili (vö. winchester, chili). Ókori görögök nevében ch helyett kh-t írunk, pl. Arkhimédész (kivéve egyes rögzült alakokat, pl. Achilles-ín).

## A ch a csehben

### Felépítése
A ch a latin ábécé két gramémájából, a C-ből és a H-ból álló digráf. Ettől függetlenül egyetlen fonémát alkot, hangértéke pedig olyan, mint a hátul képzett [h] a magyar sahhal szóban: x).
A cseh ábécé többi betűjével egyenértékű; ez a lista egyetlen kétkarakteres tagja. (A XV. században a cseh nyelv a mai lengyelhez hasonlóan számos digráfot tartalmazott, de Husz János reformjait követően a legtöbbjüket mellékjeles betű váltotta ki.)
Az ábécében a H és az I között helyezkedik el, így betűrendbe soroláskor a ’kémia’ jelentésű chemie a ’fizika’ jelentésű fyzika szó után szerepel. Ugyanez vonatkozik a telefonkönyvben szereplő nevekre is, keresztrejtvényekben pedig egy négyzetbe kell beírni a ch-t. (Csak néhány olyan cseh szó van, ahol a CH két külön hangot jelöl egymás után; ilyen például a német szótövű, ’tisztít’ jelentésű puchoblík – pucovat.)
Nagybetűs alakja a Ch, melyet mondatok elején használnak (például Chechtal se. – „Kuncogott.”), míg egyedülálló betűként a CH és a Ch is használható. Csak a végig nagybetűs alakot, a CH-t használják akkor, ha rövidítés része a betű, mint a CHKO Beskydy esetében), vagy ha csupa nagybetűs szövegben fordul elő.

## Hangértéke más nyelvekben
Germán nyelvek
- angol: magyar cs vagy (görög szavakban) k
- német: magyar ch vagy kb. hj (IPA [ç])

Szláv nyelvek és kelta nyelvek
- szlovák : magyar ch (IPA [x])
- ír: magyar ch (IPA [x])

Újlatin nyelvek
- latin, olasz (e, i előtt) és román (e, i előtt): magyar k
- spanyol, galiciai és okcitán: magyar cs
- francia és portugál: magyar s